# 橿原市立耳成西小学校
橿原市立耳成西小学校（かしはらしりつ みみなしにししょうがっこう）は、奈良県橿原市上品寺町にある公立小学校。

## 概要
橿原市立耳成小学校の児童増加に伴い新設された小学校。主に旧多地区を校区としている。

## 沿革
- 1949年（昭和24年）4月1日 - 耳成村立耳成小学校・耳成西小学校・耳成北小学校を統合し耳成小学校開校。
- 1979年（昭和54年）4月1日 - 橿原市立耳成小学校より分離設置される。
- 1980年（昭和55年）2月12日 - 校章を制定。
  - 1月30日 - 校舎建設起工式を挙行。
  - 4月10日 - 校歌を制定。
  - 9月1日 - 開校式を挙行。
  - 12月3日 - 校舎落成記念式典を挙行[1]。

## 特徴
新設の学校として新しい取り組みが開校当初から行われてきた。水泳の授業では、学校指定のスクール水着ではなく、市販の水着で授業を行っている。様々な学校に設けられている規制を緩和した教育が実践されている。ただし、制服は近隣の小学校と同様のイートンの制服が採用されている。

## 通学区域
- 十市町（国道24号以西）、葛本町（国道24号以西）、新賀町（国道24号以西）、上品寺町、新口町、西新堂町[2]。

## 進学先中学校
- 橿原市立橿原中学校